# Pan dulce
El pan dulce es cualquier tipo de pan con sabor dulce por la adición de azúcar o similares, que además incluye productos grasos como mantequilla, leche o huevos, lo que es llamado «masa enriquecida». Los panes dulces son el lugar común de la repostería y la panadería. Habitualmente se hornean en porciones individuales pero se presentan en multitud de tamaños y formas, con o sin relleno (como mermelada, crema o dulce de leche), coberturas (azúcar glas, glaseado) o ingredientes adicionales (frutas secas, nueces, chocolate). Es un alimento generalmente consumido en desayunos y meriendas.
En muchas culturas, los panes dulces ocupa un lugar destacado las celebraciones y eventos especiales, y su producción se asocia tanto al ámbito doméstico como a la oferta de panaderías y confiterías. La denominación colectiva varía según el país: facturas en Argentina, bollería en España, bizcochos en Uruguay, o simplemente «pan dulce» en gran parte de América Latina. 

## Por tipo de masa
- Con masa de hojaldre: el cruasán, la palmera, el milhojas y la napolitana.
- Con masa de bizcochuelo: la magdalena, el cupcake y el muffin.
- Con masa tipo brioche: el brioche, el bollo suizo y el rollo de canela.
- Con masa pasta choux: el pepito.
- Con masa de scone: el scone y el pastel galés.
- Con masa de rosquilla: la rosquilla, la berlinesa, el dónut y el bagel.

## Por país

### Argentina
El término facturas agrupa una amplia gama de piezas dulces de panadería, muchas de ellas con influencias de la repostería europea (croissants, berlinesas, sacramentos). Su consumo es cotidiano, acompañado habitualmente por mate o café.

### Brasil
En Brasil muchos pães doces tienen origen en la repostería portuguesa como a influencias europeas diversas. Entre las preparaciones más comunes se encuentran el pão de coco, el pão de leite, las rosquinhas y la broa (a menudo elaborada con maíz o yuca). Estas piezas se consumen habitualmente en desayunos y meriendas, y se venden tanto en panaderías artesanales como en cadenas industriales.

### Chile
Entre las piezas de masa fermentada más comunes se encuentran los berlines (rellenos de crema pastelera, mermelada o manjar), los doblados y las tortillas de rescoldo en su versión endulzada. Su consumo está muy ligado a la tradicional once, una comida vespertina que combina bebidas calientes con pan, quesos, embutidos y repostería

### Colombia
En Colombia, los panes dulces más famosos son el pandebono y la almojábana. El consumo es cotidiano y suele acompañarse de café, jugos o chocolate caliente, constituyendo un componente importante del desayuno y la merienda.

### España

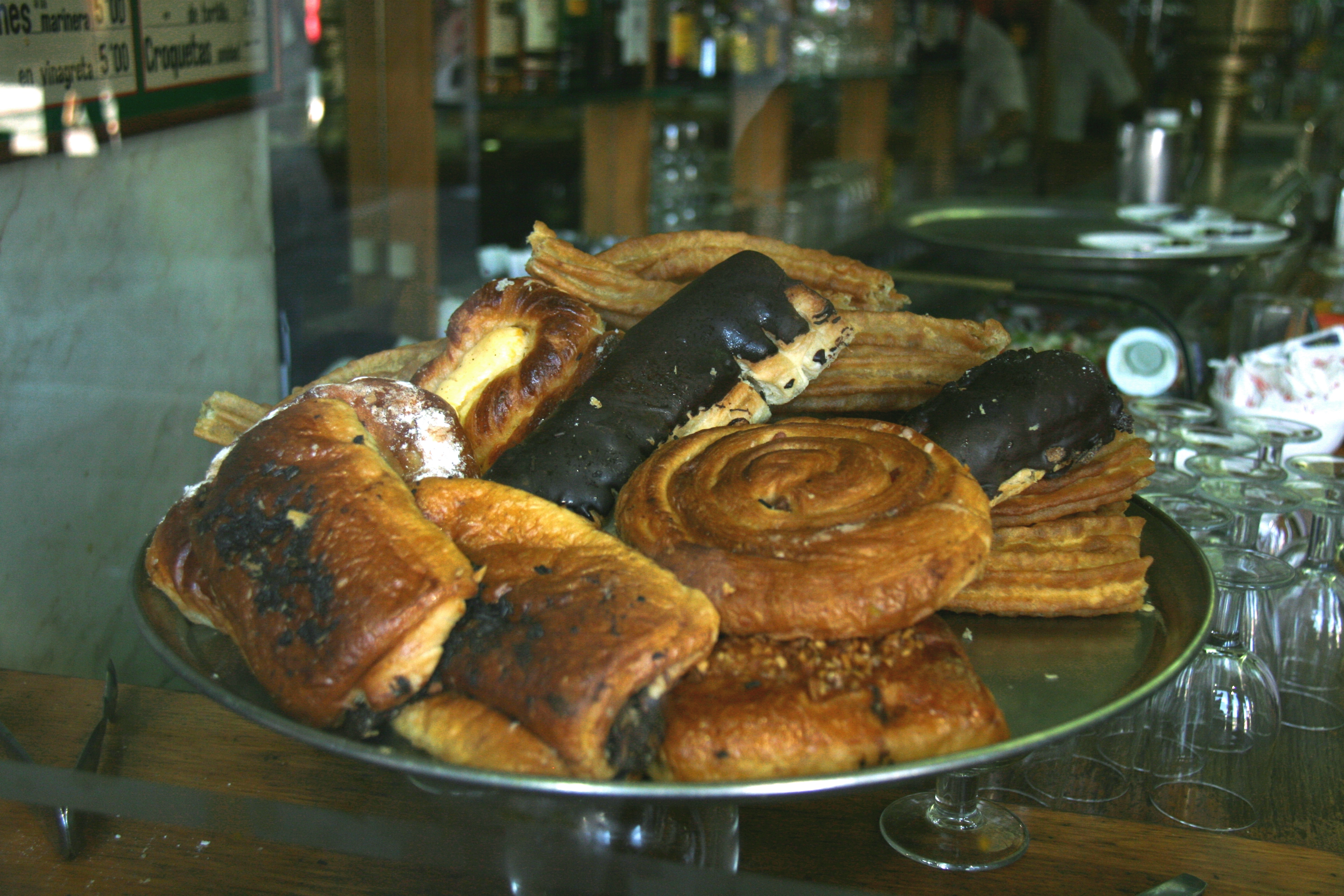
Un surtido de bollería española.

La bollería es un término genérico que reagrupa el conjunto de los bollos (generalmente dulces). Su componente principal es la masa de harina y la levadura. Los panes dulces en España, también llamados bollos, se clasifican en dos tipos, los tradicionales y los industriales.
El desarrollo de la bollería de fabricación industrial ha conducido a un consumo abusivo de este tipo de alimento, de alto contenido calórico, sobre todo en la población infantil. Eso ha hecho que se asociara a menudo con la comida basura. En las gastronomías europeas, la bollería tradicional y artesanal es un elemento importante de la alimentación y se consume a diario en desayunos y meriendas.

### México
Pan dulce es el nombre general de una variedad de repostería mexicana. El pan fue introducido en México por los colonos e inmigrantes españoles, pero el pan dulce mexicano, tal y como lo conocemos hoy, se popularizó durante la ocupación francesa a mediados del siglo XIX. Son golosinas económicas y se consumen como desayuno y/o cena.
En México, se conoce como pan dulce, pan de dulce, pan galleta o pan de azúcar a las variedades del pan que se elaboran con azúcar u otro endulzante. El pan de dulce se distingue porque es un postre, por su elaboración y presentación final de otros panes como los birotes, teleras y bolillos, y del pan de caja.
La creación del pan dulce en México fue influenciada por los franceses y españoles, que fueron los que introdujeron productos horneados (como panecillos crujientes, baguettes y bollería a México). Esto inspiró a los pueblos indígenas para crear diferentes tipos de dulces de pan. El pan es considerado como uno de los convites más económicos de México y se consume diariamente en el desayuno o cena, conocida como merienda.
Las técnicas de elaboración son aprendidas en el oficio del panadero, a quien se le atribuyen las creaciones. Es posible que algunas de las técnicas de panadería y repostería se aprendan e incorporen de un país o de otro.
El tlaxcalteca Miguel N. Lira escribió: Domingo el panadero hacía pan; pan de dulce y pan de sal. ¡Rosquillas para los niños que lo veían hacer pan!.

#### Algunas variedades

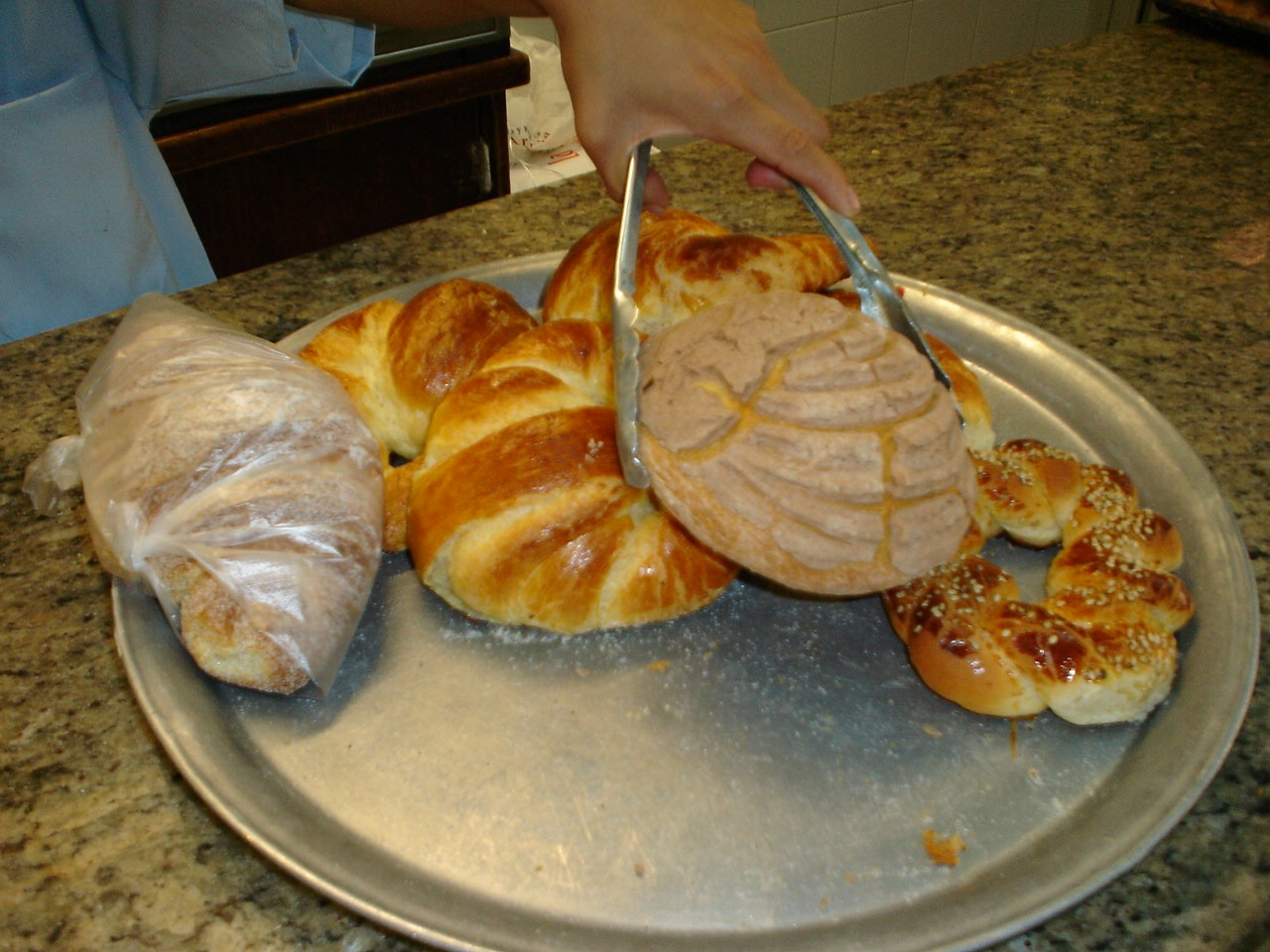
Tipo de pan dulce. El cuerno es el que está debajo de la concha, agarrada por las pinzas.

La chilindrina es una variedad de pan de dulce de México. Este pan está hecho de harina de trigo, levadura, huevos de gallina, canela y azúcar morena. La característica principal que la distingue es el decorado de bolitas de azúcar morena y canela endurecido en el horno; al pan mismo habitualmente se le da una forma semiesférica. Un procedimiento similar es utilizado para las conchas, pero éstas están decoradas con costras rectangulares hechas con otro tipo de masa de pan. Este pan inspiró el nombre del famoso personaje de la serie de televisión El Chavo del Ocho, interpretado por María Antonieta de las Nieves.
Otro pan que se prepara en México es el pan de elote, se realiza mezclando granos de elote crudo, leche condensada, leche entera, mantequilla, huevos y polvo para hornear. Su principal característica es que no lleva harina de trigo y logra sentir parte de los granitos del elote dentro del pan. 
Las campechanas son conocidas en México por su forma rectangular y su glaseado dulce y brilloso arriba.
Los puerquitos, marranitos o cochinitos, como lo dice su nombre, son conocidos por su forma el la que se parecen a los puerquitos. Este tipo de pan es endulzado con piloncillo y lleva especias como la canela.
Los yoyos son un tipo de pan dulce, cuyo nombre es el mismo a los juguetes yo-yo. Los yoyos son formados con dos pequeñas piezas de pan en forma de domos. Estas piezas de pan son unidas con mermelada creando una esfera de pan cual es cubierta con mermelada y coco..
El pan dulce con frutas abrillantadas es muy común en Latinoamérica.

### Portugal
En Portugal, la tradición del pão doce forma parte esencial de la repostería nacional, estrechamente vinculada a celebraciones religiosas y festividades. Ejemplos destacados son el folar (consumido en Pascua), el pão de Deus (cubierto con coco rallado y azúcar), las rosas de canela y los papos de anjo. Estas elaboraciones, presentes tanto en obradores artesanales como en panaderías industriales, reflejan la influencia de la panadería conventual y la incorporación de ingredientes coloniales como la canela y el coco.

### Venezuela
- Pan piñita o azucarado[6]
- Pan de Dios
- Golfeado
- Pan de Tunja
- Trenza de frutas[7]
- Brioche (ambrosianas)

También cabe destacar que existen algunos panes que a pesar de su sabor dulce no se consideran pan dulce propiamente dicho sino más bien como pan semidulce (dado que no poseen capa exterior azucarada ni pasas y/o frutas confitadas). Uno de estos panes es el llamado pan camaleón o pan andino.

## Repostería de temporada

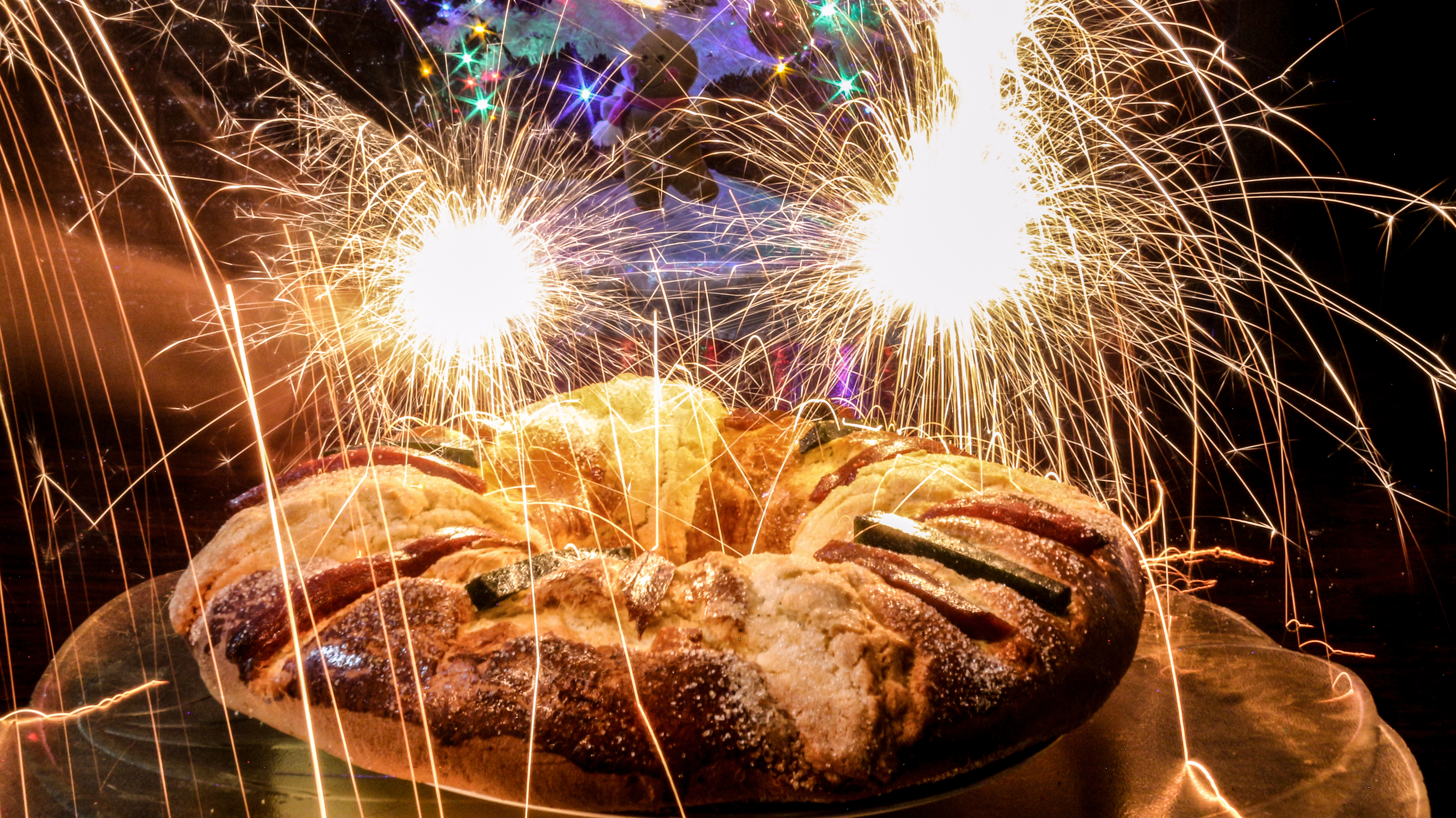
Rosca de Reyes durante celebración del día de los Reyes Magos.

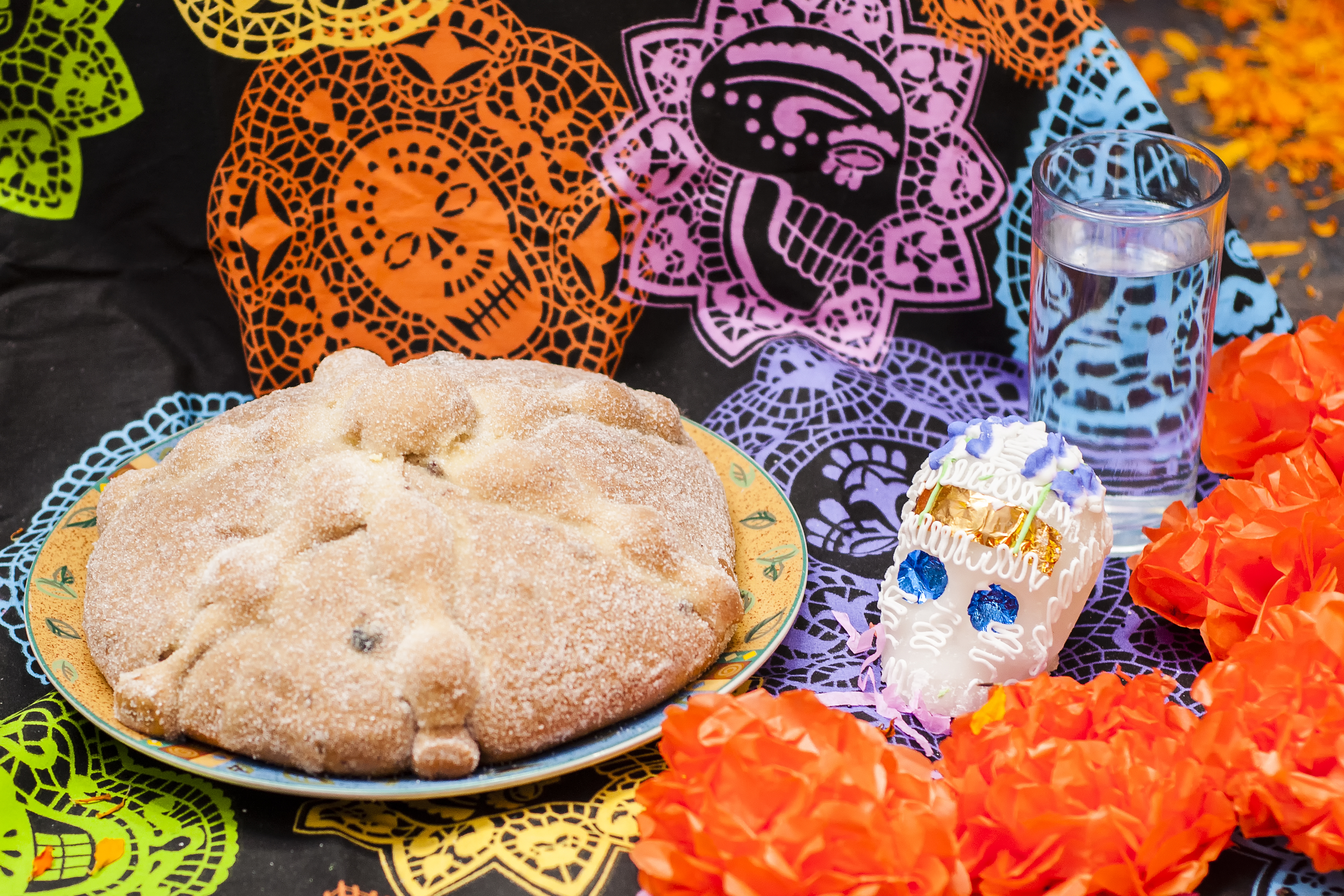
Pan de muerto en un altar.

Diferentes tipos de pan fueron producidos para celebrar momentos y ocasiones especiales, como la rosca de reyes y el pan de muerto. Este tipo de pan especial es parte de tradiciones y costumbres que han sido pasadas por siglos. Las historias detrás de este pan dulce deriva de creencias religiosas, la mayoría perteneciendo a la religión católica.

### Rosca de Reyes
La rosca de reyes es en celebración al Día de los Reyes Magos que se lleva a cabo doce días después de la Navidad. Este pan es simbólico en diferentes maneras, la más ilustrativa siendo la forma redonda cual representa la corona de los reyes magos. Horneado adentro esta una figura de plástico o cerámica, la cual representa el Niño Dios. Esta figura del Niño Dios representa la discreción de la ubicación del Niño Dios cuando era un bebé. El soberano de Jerusalén, el Rey Herodes, al descubrir el nacimiento del verdadero rey de Jerusalén ordenó que todos los niños varones fueran asesinados para poder mantener su reinado. Es tradición que la persona que encuentre la figura en la rosca sea anfitrión de una fiesta para la celebración de Día de la Candelaria (2 de febrero).

### Pan de muerto
El Pan de muerto es un acompañante habitual para los altares a los difuntos durante el Día de muertos que se celebra los días 1 y 2 de noviembre en México. En la actualidad existen muchos tipos y variedades de pan de muerto en México, pero en todos los casos la base es siempre la de una masa tipo brioche que hace de este dulce un bollo suave, esponjoso y muy sabroso.